# موزه تولرانس

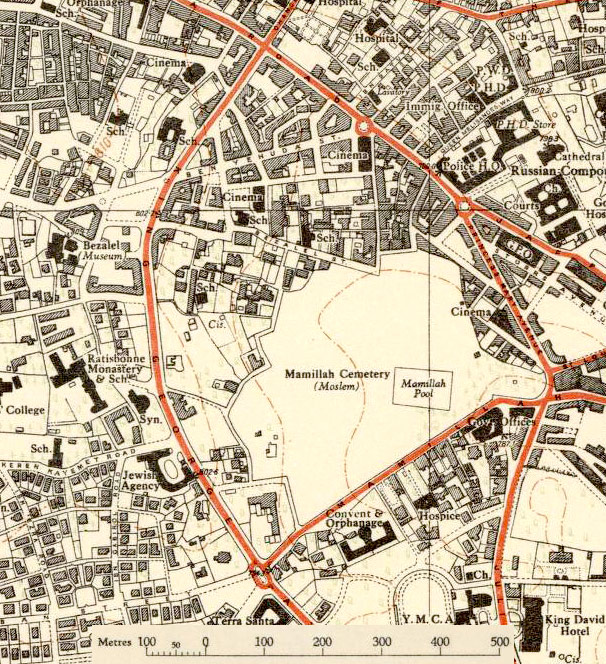
نقشه این ناحیه از سال ۱۹۴۶، ناحیه ای که موزه بر روی آن آماده شد، یک پارکینگ شهرداری برای بازدیدکنندگان بیت آگرون و باغ استقلال بود. به عنوان بخشی از حفاری های نجات، در گذشته مشخص شد که پارکینگ در قسمت کوچکی از قبرستان مامیله واقع گردیده شده.

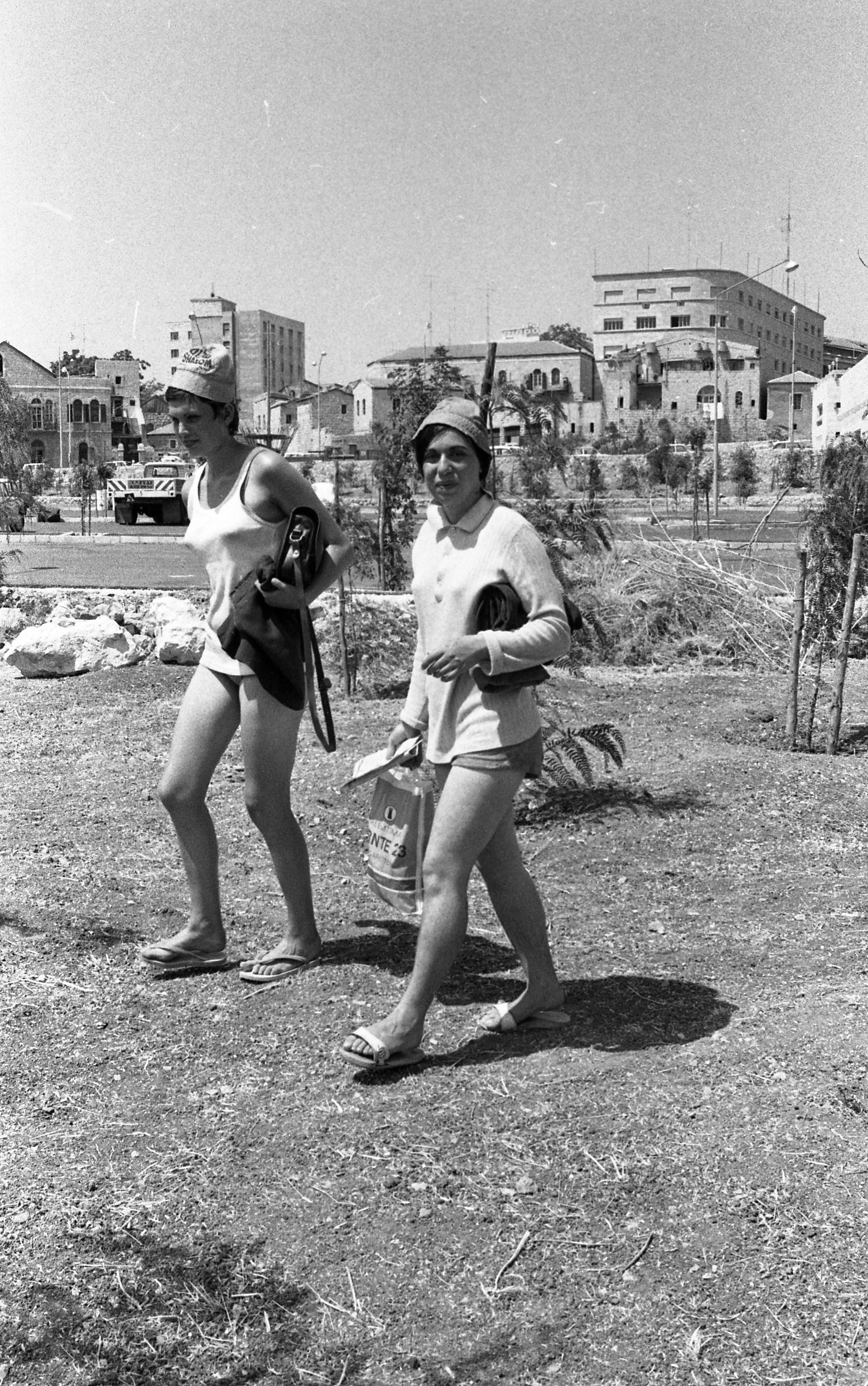
پارکینگی که موزه بر روی آن ساخته شد با سنگفرش آن و تشکیل باغ استقلال در اطراف آن در سال ۱۹۶۹

موزه تولرانس درمرکز شیمون ویزنتال یک مرکز کنفرانس است. این موزه شامل مجموعه‌های تفریحی و فرهنگی و همچنین شامل دو موزه می باشد. این ساختمان در مرکز اورشلیم قرار دارد و از سال ۲۰۰۵ در حال آماده سازی می باشد و پیش بینی می شود که این موزه در سپتامبر ۲۰۲۳ افتتاح شود.